# Oasis of the Seas (schip, 2009)

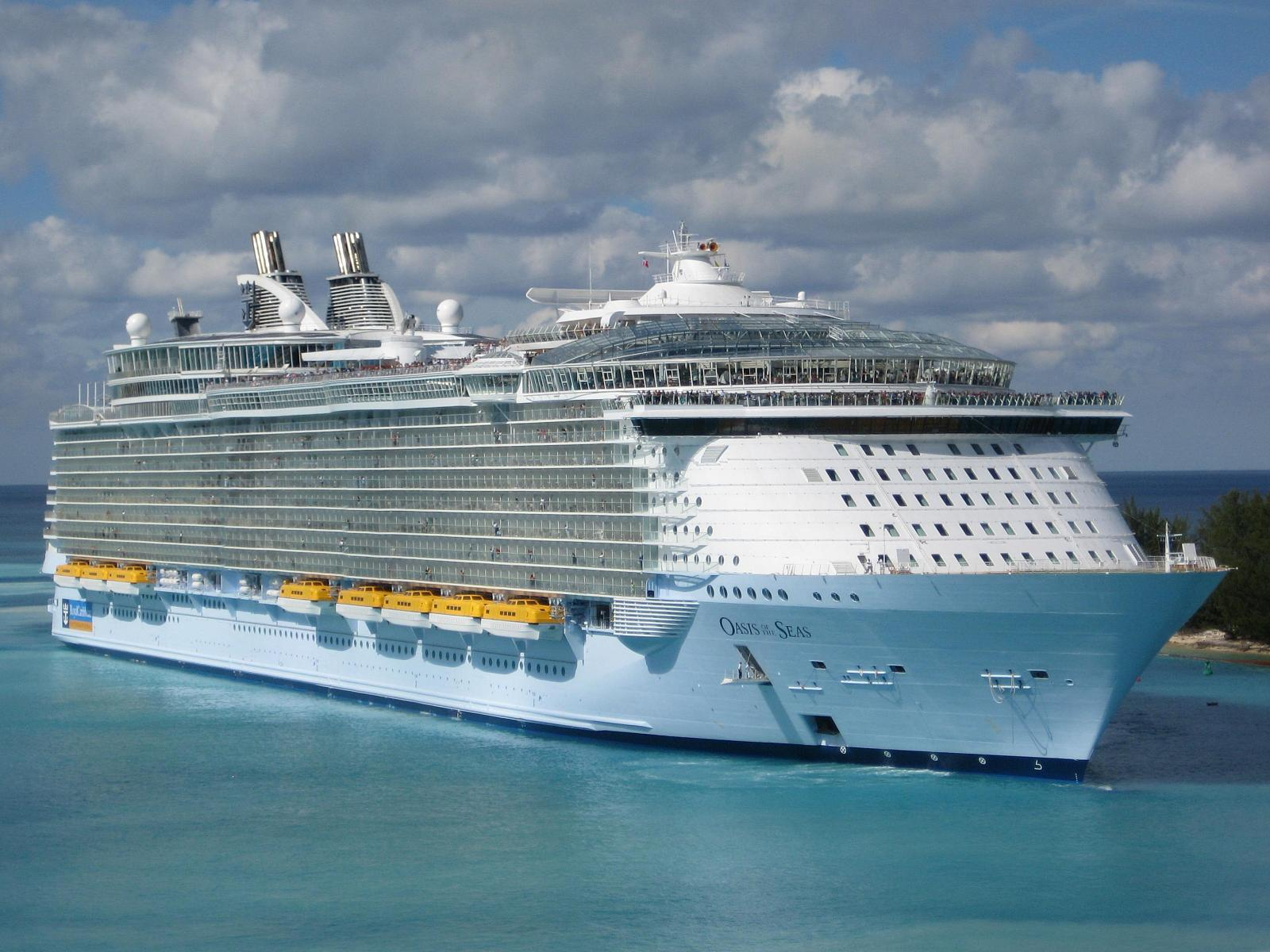
De Oasis of the Seas in Nassau.

De Oasis of the Seas is een schip van Royal Caribbean Cruises Ltd, en was het eerste schip uit de Oasis-klasse waarvan er in 2023 vijf van bestaan.

## Project Genesis
De Oasis of the Seas is een onderdeel van het Project Genesis. Dit project is opgestart om grotere cruiseschepen te realiseren, veel groter dan tot dan toe de norm was. De bruto-tonnenmaat GT is veel groter dan tot dan toe gebruikelijk. De Oasis of the Seas heeft een GT van 225.000, terwijl het gemiddelde nu ergens rond de 100.000 GT ligt. De Freedom of the Seas meet 154.000 GT. Het Project Genesis bestaat voorlopig uit drie schepen: Oasis of the Seas, Allure of the Seas en Harmony of the Seas, waarbij Harmony of the Seas met 5000 GT meer het grootste is. De schepen uit het Project Genesis worden ingedeeld in de nieuwe Oasis-klasse. Voorlopig worden er alleen Oasis-klasse schepen gebouwd voor Royal Caribbean Cruises Ltd.
In september 2014 legde de Oasis aan aan de Wilhelminapier in Rotterdam. De pier werd voor € 7.000.000 aangepast om dergelijke grote cruiseschepen te kunnen ontvangen. De helft van dat bedrag wordt besteed aan een nieuwe, hogere loopbrug.

## Concept

### Bouw
De bouw van het schip is geïnspireerd op een al langer bestaand concept. De achterkant van het schip is open en vanaf dek 6 tot bovenaan het achterste deel, ongeveer een kwart van de lengte van het schip, is het midden niet bebouwd. Hierdoor ontstaat er een plein in het schip. In dit binnenste plein is een 'Board Walk' gebouwd, waar zelfs een echt werkende carrousel is opgesteld. De hutten grenzend aan de binnenkant van dit plein hebben balkons, waardoor het schip een hoog aantal hutten met uitzicht heeft. Het achterste gedeelte van de Board Walk, tegen de zee aan, herbergt een groot openlucht-water-theater, waar shows en demonstraties kunnen worden gegeven. Een dek lager is de Royal Promenade gebouwd, bekend van verschillende andere schepen van de rederij. Op de Oasis of the Seas is dit een straat van drie dekken hoog. De hutten die hierop uitkijken, zijn voorzien van ramen. Op dek 8 is een derde open ruimte gemaakt, geïnspireerd op het Central Park in New York. Deze heeft dezelfde lengte als de Royal Promenade en is dus voor en achter dicht. Ook deze ruimte is echter aan de bovenkant opengelaten, waardoor zonlicht het park in schijnt en zeewind door het park waait. Het park is beplant met echte planten.

### Indeling schip
De indeling van het schip is gebaseerd op een themapark. Het schip heeft zeven verschillende 'buurten', waarbij elke buurt een karakteristieke sfeer heeft. De zeven buurten zijn:
- Boardwalk
- Royal Promenade
- Central Park
- Vitality at Sea Spa and Fitness Center
- Pool and Sports Zone
- Entertainment Place
- Youth Zone

### Milieu
Bij de bouw is rekening gehouden met de milieubelasting van het schip. Volgens de eigenaren is de Oasis of the Seas een van de milieuvriendelijkste schepen ter wereld. Het schip gebruikt een kwart minder energie dan soortgelijke, maar kleinere cruiseschepen. Afvalwater wordt opnieuw gebruikt en er wordt geen rioolwater in zee gedumpt. Het schip is uitgerust met bijna 2000 vierkante meter aan zonnepanelen voor de opwekking van elektriciteit. Dit is voldoende om de energie op te wekken die nodig is voor de verlichting van de Royal Promenade en het Central Park.